# Lebensraum
Lebensraum (tyskt uttal: [ˈleːbənsˌʁaʊm]

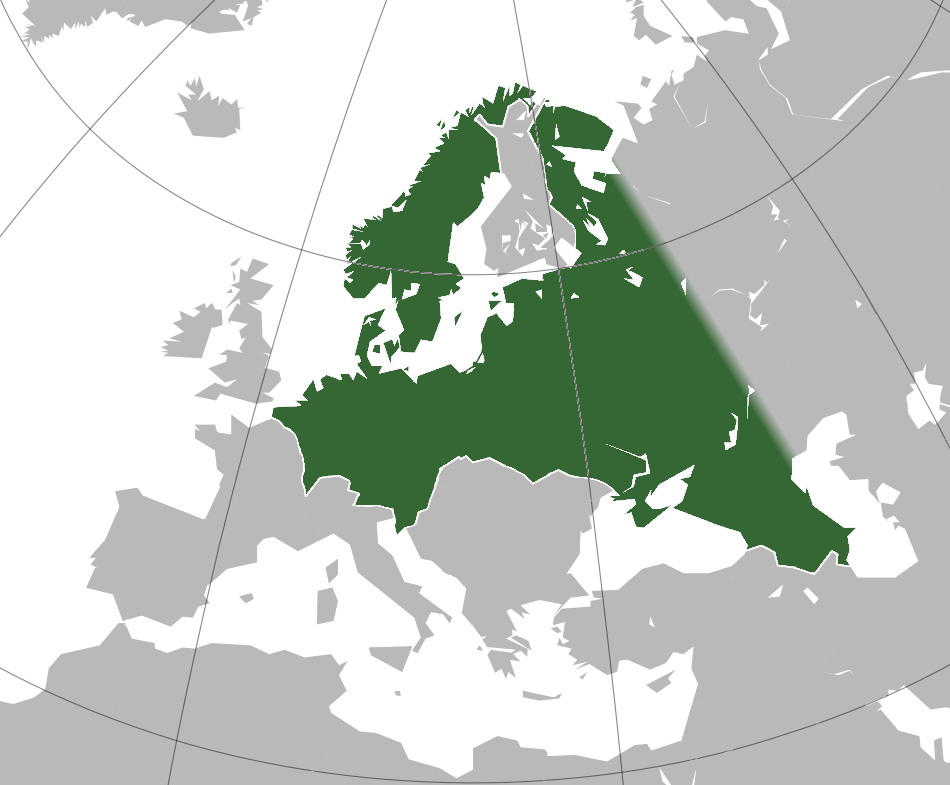
Det tänkta lebensraum, enligt nazisternas plan för det stortyska riket.

 ( lyssna); "livsrum") är ett uttryck som ursprungligen myntades av Friedrich Ratzel kring sekelskiftet 1900. Det blev en av Adolf Hitlers politiska och agitatoriska käpphästar och ett centralt begrepp i den nazistiska ideologin. Läran utgick från teorier hos geopolitikern Karl Haushofer, enligt honom skulle världen indelas i så kallade storrum (Grossräume) där respektive stormakt fick bestämma.
Kravet på Lebensraum var bland annat formulerat i punkt tre i Nationalsocialistiska tyska arbetarepartiets (NSDAP) 25-punkts program 1920.: Vi kräver land och mark (kolonier) för att föda vårt folk och till bosättning för vårt befolkningsöverskott.

## Allmänt
Hitler ansåg att tyskarna i synnerhet och germanerna i allmänhet utgjorde ett "herrefolk" (tyska Herrenvolk) och därigenom var överlägsna "undermänniskor" (tyska Untermenschen). Slaver (ryssar, polacker med flera) var undermänniskor i den nazistiska ideologin. Enligt Hitlers ideologi förtjänade herrefolket "livsrum" (Lebensraum) på bekostnad av slaverna. 
Hitler utvecklade sina idéer bland annat i boken Mein Kampf. Det tyska utökade livsrummet skulle med våld erövras österut, främst i Sovjetunionen väster om Uralbergen. Grundtanken om tysk expansion i öster och att germanerna måste skaffa sig mer utrymme att leva på var dock inte någonting som kom från Hitler, utan hade historiska rötter från en lång tysk historisk orientering österut (se Drang nach Osten samt Ostsiedlung). Hitler var också klart inspirerad av andra länders kolonialvälden, främst det Brittiska imperiet. Han jämförde ofta med beundran det brittiska styret i Indien, med sina planer på ett imperium i öster. Den relativt begränsade brittiska styrande minoriteten i Indien nämnde Hitler som ett typexempel på Herrenvolk.
"Farliga element" av den slaviska befolkningen, till exempel judar och intellektuella skulle deporteras eller mördas, övriga skulle pacificeras och göras till okunniga och illitterata andra klassens människor. Tyskarna och övriga germaner skulle därefter befolka och kolonisera området som ett herrefolk.
Tanken om tysk expansion och kolonisation i öster var det ideologiska huvudmotivet bakom Operation Barbarossa. Under andra världskriget lanserade nazisterna även begreppet "korståget mot bolsjevismen" som syftade till att få andra icke-slaviska europeiska länder att ställa upp på Tysklands sida i kriget mot Sovjetunionen. Detta fick begränsat gensvar, men relativt små frivilligstyrkor från bland annat Nederländerna, Frankrike och de skandinaviska länderna (inklusive cirka 200 svenska frivilliga) deltog i kriget på östfronten.
Att nazisterna såg slaverna som undermänniskor var en av anledningarna till att kriget på östfronten var så brutalt, fullt av övergrepp mot civila och i avsaknad av respekt för krigets lagar. Detta gjorde sedan att hatet mot tyskar byggdes upp i Sovjetunionen, vilket i sin tur tog sig fruktansvärda uttryck under motoffensiven. 
Hitlers planer på Lebensraum misslyckades på grund av de militära nederlagen på östfronten liksom andra världskriget i stort. Ironiskt nog fick det motsatt effekt eftersom tyskarna fördrevs från historiskt tyska områden i nuvarande västra Polen samt Ostpreussen under slutet av andra världskriget.

## Hitler om Lebensraum
Hitler diskuterade ofta ämnen kopplade till Lebensraum. Nedan följer ett urval citat av Hitler som talar för sig själv.
Paralleller med britterna i Indien:
Vad Indien var för England, det kommer de östliga områdena att bli för oss. Om jag bara kunde göra klart för det tyska folket vad dessa områden betyder för framtiden! (Citat från 8-10 augusti 1941.)
Kolonisering av germaner:
Vi får inte låta någon mer german bege sig från Europa till Amerika. Norrmännen, svenskarna, danskarna, nederländarna, måste slussas in i de östliga områdena; de blir nya delar av riket. (Citat från 8-10 augusti 1941.)
Underkuvande av slaverna:
Det vore väl bara till skada för oss om ryssar, ukrainare, kirgiser och så vidare lärde sig läsa och skriva. Ty sådana kunskaper gjorde det möjligt att för de bättre begåvade att inhämta ett visst historiskt vetande och på så vis hamna i politiska tankegångar som alltid på ett eller annat sätt måste bli riktade mot oss. (Citat från 11 april 1942.)
Källa: Picker, Henry, Hitlers bordssamtal i führerhögkvarteret 1941-42. Stockholm: Prisma 1984. ISBN 91-518-1745-4

## Lebensraum i populärkultur
Boken Faderland från 1992 av Robert Harris ger en bild av hur planerna på Lebensraum skulle sett ut om Tyskland hade vunnit andra världskriget. Boken har filmatiserats med Rutger Hauer i en av rollerna.